# Região Metropolitana de Itabaiana (Paraíba)
A Região Metropolitana de Itabaiana é uma região metropolitana brasileira localizada no estado da Paraíba, constituída por doze municípios. Foi instituída pela Lei Complementar Estadual nº 118 de 21 de janeiro de 2013.

## Municípios
| Município            | População (2016) | Área (km²) | PIB (2016)   | Distância de Itabaiana (km) |
| -------------------- | ---------------- | ---------- | ------------ | --------------------------- |
| Caldas Brandão       | 5.986            | 55,854     | 63.562,53    | 37,9                        |
| Gurinhém             | 14.126           | 346,067    | 131.749,04   | 29,4                        |
| Ingá                 | 18.105           | 267,63     | 152.178,23   | 35                          |
| Itabaiana            | 24.519           | 218,915    | 258.646,54   | -                           |
| Juarez Távora        | 7.901            | 70,841     | 57.187,30    | 50,7                        |
| Juripiranga          | 10.721           | 78,557     | 99.305,96    | 11,6                        |
| Mogeiro              | 13.300           | 214,389    | 115.179,57   | 18                          |
| Pilar                | 11.863           | 101,999    | 85.929,97    | 14                          |
| Riachão do Bacamarte | 4.503            | 38,37      | 39.030,26    | 55,6                        |
| Salgado de São Félix | 12.145           | 202,436    | 118.207,49   | 12,9                        |
| São José dos Ramos   | 5.920            | 98,188     | 44.393,91    | 11                          |
| São Miguel de Taipu  | 7.131            | 92,526     | 57.930,68    | 22,2                        |
| TOTAL                | 136.220          | 1.785,772  | 1.223.847,48 |                             |